# قورباغه‌ات را قورت بده
قورباغه‌ات را قورت بده (به انگلیسی: Eat That Frog! Cards) کتابی است از برایان تریسی سخنران، نویسنده و کارآفرین کانادایی که در زمینه انگیزشی و روانشناسی به نگارش درآمده است. این کتاب نکات مهمی را دربارهٔ غلبه بر ترس و تنبلی و اولویت قائل شدن برای کارهای مهم در زندگی بیان می‌کند.

## توضیح
این عنوان از مارک توین گرفته شده‌ است. «هر روز صبح یک قورباغه زنده را قورت دهید، با این کار هیچ اتفاق بدتری برایتان در طول روز نخواهد افتاد.» یعنی، روزتان را با کاری شروع کنید که دوست ندارید. در این کتاب ۲۱ روش عالی برای مبارزه با تنبلی و انجام کارهای بیشتر در زمان کمتر معرفی شده‌ است.